# Martha Genenger
Martha Ludowika Genenger (później Engfeld, ur. 11 listopada 1911 w Krefeld, zm. 1 sierpnia 1995 w Moers)  – niemiecka pływaczka.
Mistrzyni Europy z 1934 roku z Magdeburga i srebrna medalistka na 200 m stylem klasycznym z igrzysk olimpijskich w Berlinie w 1936.